# 依兰 (植物)
依兰（学名：Cananga odorata）是番荔枝科依蘭屬的植物。原產於東南亞的爪哇、馬來西亞、菲律賓。一般生于热带地区，分布在印度尼西亚、菲律宾、台湾、缅甸、马来西亚以及中国大陆的广东、四川、云南、福建、广西等地。目前已由人工引种栽培，在亚洲的热带地区广泛种植。花可提煉香精，是世界著名的「綺蘭」香油，可製造高級香水。

## 别名
加拿楷（中国植物学杂志）；依兰香（热带植物研究）；锅裸刹版那（云南傣语）；香水树（台湾）；伊蘭伊蘭（直譯名，常見於常品說明）

## 型態

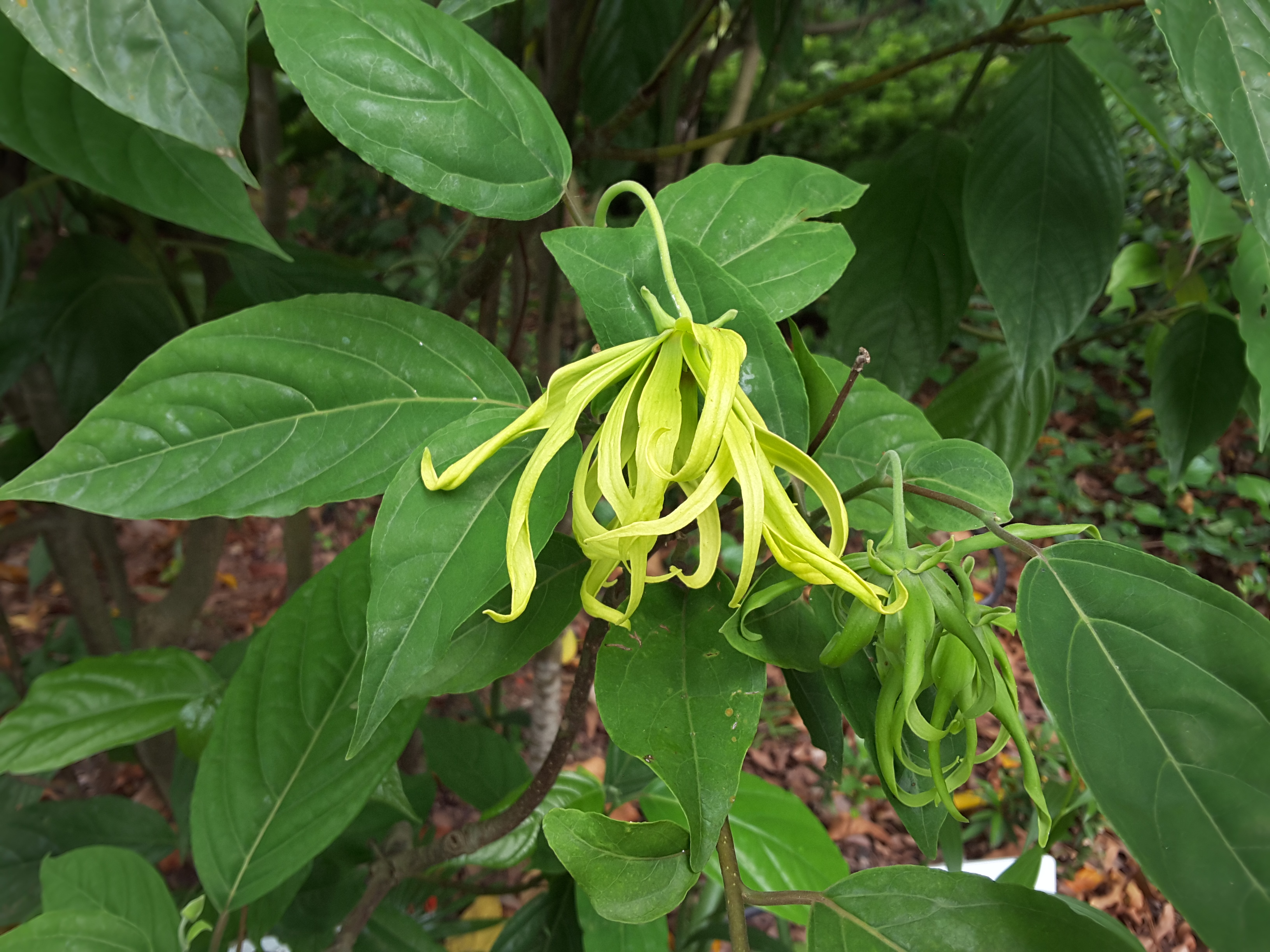
依兰

常绿中乔木，高可达20-25米；单叶互生，排成二列似羽状複叶，叶长椭圆形，波状缘；花初开呈绿色，渐转黄而散发香气，凋萎前香气最浓。花用於香水原料，有“世界香花冠军的美誉”，也被称为“花中之花”。

## 变种
- Cananga odorata (Lamk.) Hook. f. et Thoms. var. fruticosa (Craib) Sincl.